# Marmon-Herrington CTLS
Il Marmon-Herrington Combat Tank Light (abbreviato "CTLS") è stata una serie di carri armati leggeri statunitensi prodotta all'inizio della seconda guerra mondiale. I mezzi di questa serie furono destinati all'esportazione verso il mercato estero. La versione principale, il carro CTL-3, era dotata di 3 mitragliatrici Browning M1919 ed aveva un equipaggio di due uomini..
Alcune unità presero parte a dei combattimenti durante la campagna delle Indie orientali olandesi contro i Giapponesi. Verso la metà del 1942 un lotto di questi mezzi, originariamente destinato agli Olandesi, fu deviato verso l'Australia, dove furono utilizzati per l'addestramento..
Dopo l'attacco di Pearl Harbor alcuni di questi carri armati furono utilizzati dallo U.S. Marine Corps nel nord dell'Alaska, congiuntamente al T14 e al T16..

## Varianti
- CTL-1
- CTL-2
- CTL-3
- CTL-4
- CTVL
- CTLS-4TAC
- CTMS-ITBI
- MTLS-IGI4